# La Membrolle-sur-Longuenée
La Membrolle-sur-Longuenée és un municipi francès situat al departament de Maine i Loira i a la regió de País del Loira. L'any 2007 tenia 1.684 habitants.

## Demografia

### Població
El 2007 la població de fet de La Membrolle-sur-Longuenée era de 1.684 persones. Hi havia 608 famílies de les quals 108 eren unipersonals (48 homes vivint sols i 60 dones vivint soles), 184 parelles sense fills, 284 parelles amb fills i 32 famílies monoparentals amb fills.
La població ha evolucionat segons el següent gràfic:
Habitants censats

### Habitatges
El 2007 hi havia 641 habitatges, 609 eren l'habitatge principal de la família, 10 eren segones residències i 22 estaven desocupats. 592 eren cases i 46 eren apartaments. Dels 609 habitatges principals, 415 estaven ocupats pels seus propietaris, 189 estaven llogats i ocupats pels llogaters i 5 estaven cedits a títol gratuït; 8 tenien una cambra, 36 en tenien dues, 76 en tenien tres, 132 en tenien quatre i 357 en tenien cinc o més. 496 habitatges disposaven pel capbaix d'una plaça de pàrquing. A 227 habitatges hi havia un automòbil i a 346 n'hi havia dos o més.

### Piràmide de població
La piràmide de població per edats i sexe el 2009 era:
| Homes | Edats   | Dones |
| ----- | ------- | ----- |
| 0     | 95 o +  | 0     |
| 0     | 90 a 94 | 0     |
| 0     | 85 a 89 | 4     |
| 0     | 80 a 84 | 0     |
| 12    | 75 a 79 | 16    |
| 12    | 70 a 74 | 20    |
| 36    | 65 a 69 | 20    |
| 20    | 60 a 64 | 36    |
| 24    | 55 a 59 | 24    |
| 44    | 50 a 54 | 48    |
| 52    | 45 a 49 | 48    |
| 84    | 40 a 44 | 56    |
| 64    | 35 a 39 | 72    |
| 56    | 30 a 34 | 60    |
| 40    | 25 a 29 | 48    |
| 32    | 20 a 24 | 24    |
| 56    | 15 a 19 | 52    |
| 64    | 10 a 14 | 116   |
| 60    | 5 a 9   | 88    |
| 60    | 0 a 4   | 48    |

## Economia
El 2007 la població en edat de treballar era de 1.142 persones, 876 eren actives i 266 eren inactives. De les 876 persones actives 817 estaven ocupades (438 homes i 379 dones) i 59 estaven aturades (28 homes i 31 dones). De les 266 persones inactives 106 estaven jubilades, 106 estaven estudiant i 54 estaven classificades com a «altres inactius».

### Ingressos
El 2009 a La Membrolle-sur-Longuenée hi havia 633 unitats fiscals que integraven 1.781,5 persones, la mediana anual d'ingressos fiscals per persona era de 17.290 €.

### Activitats econòmiques
Dels 58 establiments que hi havia el 2007, 1 era d'una empresa alimentària, 1 d'una empresa de fabricació de material elèctric, 1 d'una empresa de fabricació d'elements pel transport, 3 d'empreses de fabricació d'altres productes industrials, 11 d'empreses de construcció, 11 d'empreses de comerç i reparació d'automòbils, 2 d'empreses de transport, 4 d'empreses d'hostatgeria i restauració, 3 d'empreses d'informació i comunicació, 2 d'empreses financeres, 6 d'empreses de serveis, 9 d'entitats de l'administració pública i 4 d'empreses classificades com a «altres activitats de serveis».
Dels 17 establiments de servei als particulars que hi havia el 2009, 1 era una oficina de correu, 1 una oficina bancària, 1 taller de reparació d'automòbils i de material agrícola, 1 paleta, 3 guixaires pintors, 3 fusteries, 1 lampisteria, 1 electricista, 1 empresa de construcció, 2 perruqueries, 1 restaurant i 1 saló de bellesa.
Dels 2 establiments comercials que hi havia el 2009, 1 era una fleca i 1 una carnisseria.
L'any 2000 a La Membrolle-sur-Longuenée hi havia 13 explotacions agrícoles que ocupaven un total de 720 hectàrees.

## Equipaments sanitaris i escolars
L'únic equipament sanitari que hi havia el 2009 era una farmàcia.
El 2009 hi havia 2 escoles elementals.

## Poblacions més properes
El següent diagrama mostra les poblacions més properes.